# Georgs Andrejevs
Georgs Andrejevs (ur. 30 października 1932 w Tukumsie, zm. 16 lipca 2022 w Rydze) – łotewski lekarz, dyplomata i polityk, minister spraw zagranicznych w latach 1992–1994, deputowany krajowy, deputowany do Parlamentu Europejskiego (2004–2009).

## Życiorys
W 1954 ukończył studia w instytucie medycznym w Rydze, specjalizował się w anestezjologii. W 1964 uzyskał magisterium, doktoryzował się w 1972. Praktykował w zawodzie lekarza.
Był ministrem spraw zagranicznych w rządach Ivarsa Godmanisa i Valdisa Birkavsa (1992–1994). Zasiadał w Radzie Najwyższej Łotewskiej SRR i Radzie Najwyższej Republiki Łotewskiej (w latach 1990–1993), w 1993 został posłem do Saeimy. Od 1995 do 1998 zajmował stanowisko ambasadora w Kanadzie, następnie do 2004 był ambasadorem przy Unii Europejskiej.
W wyborach w 2004 uzyskał mandat posła do Parlamentu Europejskiego z list Łotewskiej Drogi. Zasiadał w grupie Porozumienia Liberałów i Demokratów na rzecz Europy, przez pół kadencji był wiceprzewodniczącym Komisji Ochrony Środowiska Naturalnego, Zdrowia Publicznego i Bezpieczeństwa Żywności. W wyborach europejskich z 2009 bez powodzenia ubiegał się o reelekcję z listy Stowarzyszenia na Rzecz Innej Polityki.